# Husky siberian

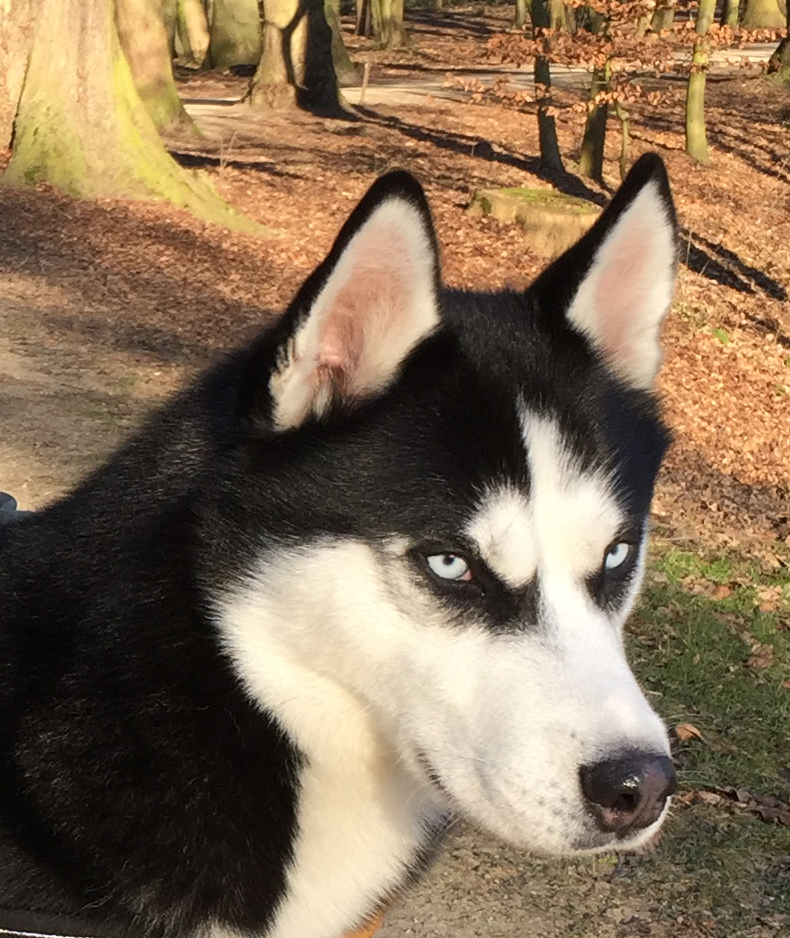
Husky Siberian

Husky-ul siberian este un câine de talie medie, cu blană deasă, în două culori. Această rasă este originară din Siberia,  câinii care fac au această rasă fiind considerați inteligenți, agili, prietenoși și blânzi.

## Generalități
Husky-ul siberian este un câine ce se încadrează în grupul câinilor folosiți în domeniul muncii.
Este un câine de mărime medie, rapid, suplu, cu o eleganță deosebită în mișcare. Siberianul se distinge printr-un corp bine îmblănit, urechi drepte, vigilente și o coadă stufoasă, asemănătoare cu a unei vulpi. Pot căra încărcături ușoare, la o viteză moderată pe distanțe lungi. Proporțiile corpului acestei rase de câini sugerează un echilibru între putere, viteză și rezistență. Câinele se simte bine în hamuri, fiind foarte sigur pe el, iar performanțele sale sunt evidente. Masculii sunt puternici, dar niciodată greoi, în timp ce femelele au o structură mai fină, dar totodată, puternică, conferind impresia că forța și rapiditatea lor nu au limite. Husky-ul siberian își utilizează cu măsură resursele, economisind cu foarte mare chibzuință energia. 
Caracteristici
Dimensiunea și greutatea

Înălțimea măsurată la cap:

Masculi: 55 cm - 60 cm;

Femele: 50 cm - 55 cm.
Greutatea

Masculi: 20 kg - 27 kg;

Femele: 16 kg - 23 kg.

## Istoric și origine
Este cel mai mic dintre câinii nordici, dar cel mai puternic câine de sanie dintre ei. Originile rasei sunt cam întunecate și se confundă cu acelea ale popoarelor arctice din nord-estul Siberiei. După dr. Weyer Jr., originea lor ar fi următoarea: cu mult timp în urmă, unele triburi de eschimoși au migrat din Siberia în Alaska și de aici în Groenlanda, ducând cu ei strămoșii câinelui Malamut și câinelui Esquimos. În urma lor, a emigrat din Asia Centrală și poporul Chukchi, stabilindu-se în bazinul Kolyma și la poalele muntelui Cherschi. Ei dețineau un câine, strămoș al câinelui Husky siberian. Între aceste două popoare s-au stabilit relații comerciale, s-au efectuat numeroase călătorii cu săniile, ocazii cu care schimbau și echipajele de câini. Husky-ul siberian și-a menținut integritatea rasei în decursul timpului, mai mult ca ceilalți câini nordici, datorită unei selecționări deosebite, prin castrarea exemplarelor mai puțin reușite și folosirea pentru reproducere numai a exemplarelor frumoase.

## Temperament
Husky-ul siberian este un câine nobil și prietenos, însă în același timp îndrăzneț și alert. Nu are sub nici o formă calitățile unui câine de pază și apărare, nu este suspicios față de străini și nici agresiv cu alți câini. Este gânditor și independent, cerință vitală pentru un câine de sanie, care trebuie să acționeze corect pentru a nu pune în pericol viața sa și a musherului. Câinele matur este rezervat, are o atitudine demnă, inteligentă și un caracter energic. Întotdeauna este dispus la muncă sau la joacă, ceea ce îl recomandă și ca un bun câine de companie. Nu este agresiv sau nervos pe tot parcursul vieții, dacă este dresat corespunzător. Nu se simte bine singur, fiind un câine de haită.

## Boli specifice
Displazia congenitală a șoldului.
Dermatoza consecutivă deficienței în zinc este o afecțiune care are ca rezultat căderea părului, formarea crustelor în jurul ochilor, urechilor, gurii și regiunii genitale. Problema adesea se manifestă în jurul vârstei de 1-3 ani.
Paralizia laringiană este o afecțiune gravă care poate debuta de la vârsta de 6 luni la Husky-ul siberian. Nervii și mușchii larinxului (regiunea vocală) funcționează anormal.
Distrofia corneeană determină apariția unor pete pe suprafața (cornee) ochiului. Afecțiunea adesea se produce la ambii ochi și nu afectează vederea.
Entropionul este o afecțiune a pleoapelor ce implică răsucirea spre interior a marginii libere a acestora. Genele de la nivelul marginii libere a pleoapelor irită suprafața globului ocular, putând duce la probleme mult mai grave.
Degenerarea retiniană progresivă este o afecțiune care determină degenerarea celulelor nervoase de la nivelul retinei. Boala, de obicei, debutează la câinii în vârstă și poate duce la orbire.
Cataracta determină o pierdere a transparenței normale a cristalinului. Afecțiunea se poate produce la unul sau la ambii ochi și poate conduce în timp la pierderea vederii.
Hipotiroidismul se manifestă și la Husky-ul siberian și este o disfuncție endocrină caracterizată printr-un nivel scăzut al hormonului tiroidian. Este cunoscut faptul că un nivel scăzut al acestui hormon poate provoca probleme care afectează funcția de reproducere, o blană de calitate proastă, letargie precum și creștere în greutate. Alte simpotome care sunt frecvent întâlnite sunt infecții cronice ale urechilor, dermatite alergice, piodermite, seboree, aritmii cardiace, crize, înclinări ale capului, instabilitatea membrelor, paralizii ale laringelui, gestație falsă prelungită, schimbări de comportament, și un estru prelungit.
Durata medie de viață la Husky siberian este de până la 12-15 ani.

## Husky, un câine de sanie
Husky-ul siberian este utilizat ca și câine de sanie și participă la concursuri de diferite categorii. Este considerat ca fiind cel mai rapid dintre câinii nordici. În ziua de azi, din păcate, rasa începe să se dividă în două categorii: Husky de sanie, aceștia fiind înalți, supli, cu picioare lungi, și Husky de show care tind să pară mai mici, mai compacți și greoi.
Pe lângă performanțele lor dobândite la sanie, acești câini pot fi folosiți în competițiile de Skijoring sau, în cazul în care nu există zăpadă, sania trece la un cărucior metalic, ușor, cu 3 sau 4 roți.